# Chippenham
För andra betydelser, se Chippenham (olika betydelser).
Chippenham är en stad och civil parish i grevskapet Wiltshire i södra England. Staden ligger i enhetskommunen Wiltshire, cirka 33,5 kilometer öster om Bristol. Tätorten (built-up area) hade 36 092 invånare vid folkräkningen år 2021. Chippenham nämndes i Domedagsboken (Domesday Book) år 1086, och kallades då Chipeham/Chepeham.